# Repomucenus calcaratus
Repomucenus calcaratus är en fiskart som först beskrevs av Macleay, 1881.  Repomucenus calcaratus ingår i släktet Repomucenus och familjen sjökocksfiskar. Inga underarter finns listade i Catalogue of Life.